# Thun-Saint-Amand
Thun-Saint-Amand és un municipi francès, situat a la regió dels Alts de França, al departament del Nord. L'any 2006 tenia 1.092 habitants. Limita al nord amb Mortagne-du-Nord, a l'est amb Château-l'Abbaye, al sud amb Nivelle, al sud-oest amb Lecelles i al nord-oest amb Maulde.

## Demografia
| 1962                                       | 1968  | 1975  | 1982  | 1990  | 1999  | 2006  |
| ------------------------------------------ | ----- | ----- | ----- | ----- | ----- | ----- |
| 1.246                                      | 1.283 | 1.206 | 1.127 | 1.066 | 1.033 | 1.092 |
| Des de 1962: població sense dobles comptes |       |       |       |       |       |       |

## Administració
| Període | Identitat       | Partit |
| ------- | --------------- | ------ |
| 1989-   | Rose-Marie Caby |        |